# عمدة الأمراء

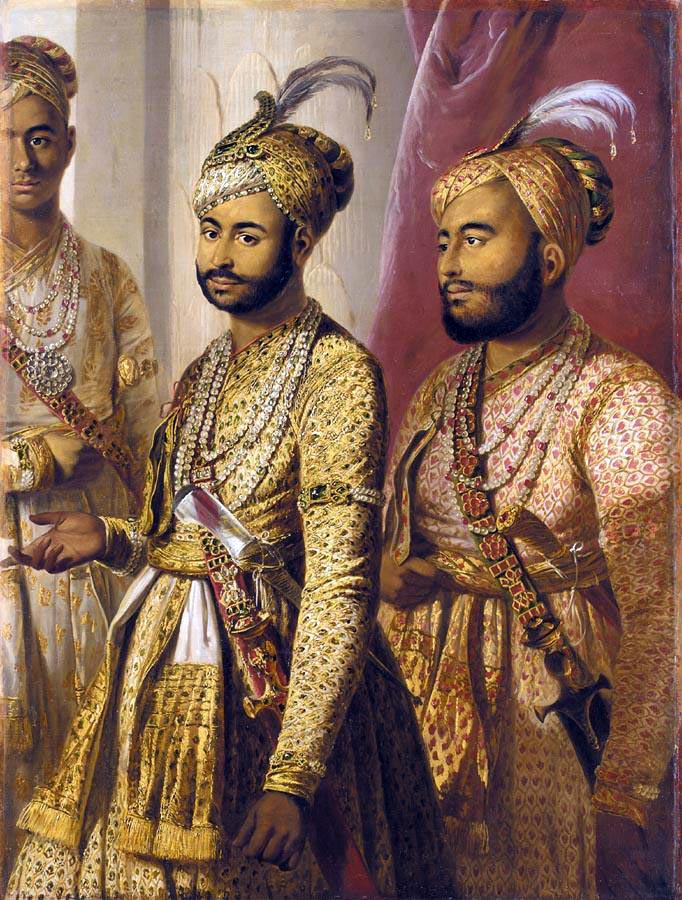
عمدة الأمراء وأمير الأمراء، أبناء محمد علي، صورة تيلي كيتل

عمدة الأمراء غلام حسين علي خان (8 كانون الثاني 1748 – 15 تموز 1801 م) كان نواب الدولة الكارناتيكية في سلطنة مغول الهند من عام 1795 إلى عام 1801 م.
في الواقع، كان جده، أنور الدين خان، يُلقّبه بـ"عبد الولي". ثم أُعيد تسميته لاحقًا بـ"عمدة الأمراء"، تيمّنًا باسم السلطان المغولي شاه عالم الثاني.

## الحياة المُبكرة
كان عمدة الأمراء ابن محمد علي خان والاجه، الحليف القوي لشركة الهند الشرقية البريطانية.
عُين نائبًا لصوبة ناثارناجار (1759-1760)، وصوبة أركوت (1760)، ورُفع إلى لقب عمدة الأمراء من السلطان شاه علم الثاني، من خلال شفاعة روبرت كلايف، في 12 آب 1765 م.

## عهده
تولى عمدة الأمراء بعد وفاة أبيه في الثالث عشر من تشرين الأول 1795 م. ونُصب على العرش في 16 تشرين الأول 1795 م. حكم من عام 1795 إلى عام 1801 م. خلال فترة حكمه، طالبت شركة الهند الشرقية البريطانية بقطع من الأرض كهدايا.
اعتقد العديد من أعضاء شركة الهند الشرقية أن عمدة الأمراء، بصفته نواب كارناتيك، قد قدم المساعدة سرًا للسلطان تيبو أثناء الحرب الأنجلو ميسورية الرابعة. عند سقوط السلطان تيبو في عام 1799، اتهم البريطانيون نواب كارناتيك على الفور بالتعاون مع السلطان تيبو رغم عدم وجود أي دليل، وطالبوا بالإدارة الكاملة للمملكة كتعويض.
قاوم عمدة العمارة مطالب شركة الهند الشرقية. وتُوفي لاحقًا بعد معارضته، ربما مسمومًا من الشركة، بعد ذلك بوقت قصير. حدث الاستيلاء البريطاني على ممتلكات عمدة الأمراء في عهد ابن أخيه وخليفته، عظيم الدولة. بمجرد أن اعتلى عظيم الدولة العرش، في 31 تموز 1801 م، اضطر إلى توقيع معاهدة كارناتيك التي سلمت الإدارة المدنية والبلدية لكارناتيك إلى شركة الهند الشرقية البريطانية. نصت هذه الوثيقة على أن عظيم الدولة تنازل عن جميع أراضيه للحكم البريطاني، بما في ذلك أراضي بوليغار.

## طالع أيضًا
- نواب كارناتيك

## روابط خارجية
- "Ghulam Husainy Umdat ul-Umara ( 1795-1801 )". The Prince of Arcot. 19 فبراير 2024. مؤرشف من الأصل في 2022-11-30.

| سبقه محمد علي خان والاجاه | نواب كرناتيك 1795–1801 | تبعه عظيم الدولة |